# Маклика
Маклика — поселок в Таловском районе Воронежской области. 
Входит в состав Новочигольского сельского поселения. 

## Население
| 2010 |
| ---- |
| 15   |